# Otachyrium
Otachyrium es un género de planta con flor,  perteneciente a la familia de las poáceas. Es originario de Sudamérica. Comprende 11 especies descritas y de estas solo 8  aceptadas.

## Taxonomía
El género fue descrito por Christian Gottfried Daniel Nees von Esenbeck y publicado en Flora Brasiliensis seu Enumeratio Plantarum 2(1): 271–272. 1829. La especie tipo es: Otachyrium junceum Nees. 

## Especies aceptadas
A continuación se brinda un listado de las especies del género Otachyrium aceptadas hasta abril de 2014, ordenadas alfabéticamente. Para cada una se indica el nombre binomial seguido del autor, abreviado según las convenciones y usos.
- Otachyrium aquaticum  Send. & Soderstr.
- Otachyrium boliviensis
- Otachyrium grandiflorum  Send. & Soderstr.
- Otachyrium piligerum  Send. & Soderstr.
- Otachyrium pterigodium (Trin.) Pilg.
- Otachyrium seminudum
- Otachyrium succisum (Swallen) Send. & Soderstr.
- Otachyrium versicolor (Döll) Henrard